# Hieronymus Hopfer

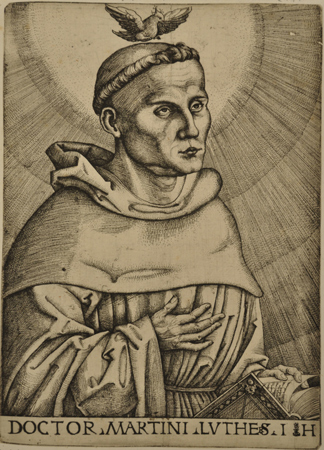
Hieronymus Hopfer, según Lucas Cranach el Viejo y Hans Baldung: Martín Lutero como monje agustino con la paloma del Espíritu Santo. Aguafuerte. Bolonia, Pinacoteca Nazionale.

Hieronymus Hopfer (fl. 1520-1563) fue un grabador en cobre alemán.
Hijo del también grabador Daniel Hopfer, nació en Augsburgo de donde partió en 1529, autorizado por el Consejo, para establecerse en Núremberg. Sus grabados, firmados con el anagrama I - H, son con frecuencia copias de artistas alemanes (Albrecht Altdorfer, Durero, Cranach) o italianos (estampas de Marcantonio Raimondi según Rafael Sanzio, Jacopo de' Barbari, Agostino Veneziano o Domenico Campagnola).
Entre sus obras se cuentan retratos del emperador Carlos V como rey de romanos (1520), de Erasmo de Róterdam con su divisa del dios Término, de diversos papas y de Martín Lutero como monje agustino según el grabado de Lucas Cranach el Viejo fechado en 1520, modificado por Hans Baldung Grien para hacerle parecer Gregorio Magno directamente inspirado por la paloma del Espíritu Santo sobre su cabeza, una tendencia a la sacralización que aún se verá reforzada en la versión de Hopfer por la aureola de rayos que lo envuelven y que justificaría la queja del legado papal en la Dieta de Worms acerca de este tipo de retratos:

Últimamente se le representa con el símbolo del Espíritu Santo sobre la cabeza y la gente los adquiere, los besa e incluso los lleva al Palacio imperial.

Un género de representaciones cuya venta pública fue prohibida por el Consejo de Núremberg el 3 de marzo de 1521.